# Ramón Laureano
Ramón Laureano Jr. (Santo Domingo, 15 luglio 1994) è un giocatore di baseball dominicano, di ruolo esterno, che gioca per i San Diego Padres (MLB).
In precedenza ha giocato in MLB con Oakland Athletics (con cui ha debuttato nelle Majors nel 2018), Cleveland Guardians, Atlanta Braves e Baltimore Orioles.